# Expedición de búsqueda de Mallory e Irvine
El objetivo de la expedición de búsqueda de Mallory e Irvine de 1999 fue intentar descubrir si George Leigh Mallory y Andrew Irvine fueron los primeros en llegar a la cumbre del Monte Everest en su poderoso intento entre el 8 y el 9 de junio de 1924. La expedición fue organizada por Eric Simonson, con la ayuda del investigador Jochen Hemmleb, junto a un equipo de escaladores estadounidenses, británicos y alemanes. 
Investigaciones de Hemmleb sobre informes incompletos de avistamientos y fotografías anteriores, lo llevaron a identificar lo que él creía era la zona en la que se hallaba el cuerpo de Andrew Irvine, a cierta distancia montaña abajo de donde se encontró su piolet, localizado por Percy Wyn-Harris en la expedición dirigida por Hugh Ruttledge en 1933. El equipo esperaba, particularmente, encontrar una cámara en el cuerpo de Irvine que, de haber alcanzado la cumbre, debería tener una foto de la cima. A las pocas horas de comenzar la búsqueda el 1 de mayo de 1999, Conrad Anker encontró un cuerpo en la cara Norte, a 8155 m; para su sorpresa, era el de Mallory, no el de Irvine.
El cadáver de George Mallory se encontraba boca abajo, con los brazos extendidos como intentando detenerse de una caída deslizante, con una pierna rota y una herida grave en el cráneo, aparte de eso, el cuerpo estaba bien conservado. Aparentemente, fue víctima de una caída mientras estaba amarrado a Irvine. El cuerpo estaba entre 1 y 2 horas de distancia de su campamento.
Algunos artefactos fueron hallados junto con el cadáver, entre ellos una navaja, un altímetro y gafas de nieve, pero no la cámara. Tres descubrimientos en particular continúan alimentando las especulaciones:
- Primero, unas gafas de sol en los bolsillos de Mallory, que sugieren que se encontraba descendiendo durante la noche cuando cayó (sin embargo, puede que llevara unas gafas adicionales, perdidas durante su caída).
- Segundo, escribió en un sobre la cantidad de oxígeno de cada uno de los cilindros, lo que sugiere la ligera posibilidad de que ambos escaladores usaran tres cilindros para su última ascensión, en lugar de dos cilindros como se cree generalmente.
- Finalmente, la falta de un artículo es lo que más causa intriga; hay informes de que Mallory llevaba una fotografía de su esposa Ruth, que planeaba colocar en la cima en caso de tener éxito; no fue encontrada entre los restos de sus objetos personales.

La expedición enterró a George Mallory en el mismo sitio donde fue encontrado. El cadáver de Andrew Irvine nunca fue encontrado.